# Peante
En la mitología griega Peante (en griego Ποíας, Poías) era un rey de Melibea o Malea, ambas ciudades ubicadas en Tesalia. Unos dicen que Peante es hijo de Táumaco y otros que de Fílaco, pero nunca se menciona el nombre de su madre. Unido a Metone, o bien Demonasa, había engendrado a Filoctetes; esta paternidad le ha hecho especialmente célebre.
En algunas versiones figura en la lista de los argonautas, donde su papel fue muy secundario, aunque una tradición le atribuye la victoria sobre Talos al dispararle una flecha al talón, victoria que generalmente se le es asignada a Medea.
Peante era un arquero que también acompañó a Heracles en sus últimos momentos. Según algunos mitógrafos, Peante fue quien, cuando todos se negaban a hacerlo, prendió fuego a la pira donde se había colocado Heracles. En gratitud por su acción este le entregó sus flechas y su arco, pero la versión más habitual es que, quien prendiese la pira, fuera Filoctetes por órdenes de su padre y sería este quien recibiera el arco y las flechas del héroe.